# Allée Adrienne-Lecouvreur
L’allée Adrienne-Lecouvreur est une rue du 7e arrondissement de Paris. 

## Situation et accès
L'allée Adrienne-Lecouvreur est une voie publique située dans le 7e arrondissement de Paris. La voie, piétonnière, se trouve sur le Champ-de-Mars, dont elle borde le côté oriental.
Le quartier est desservi par la ligne 8, à la station École Militaire.

## Origine du nom

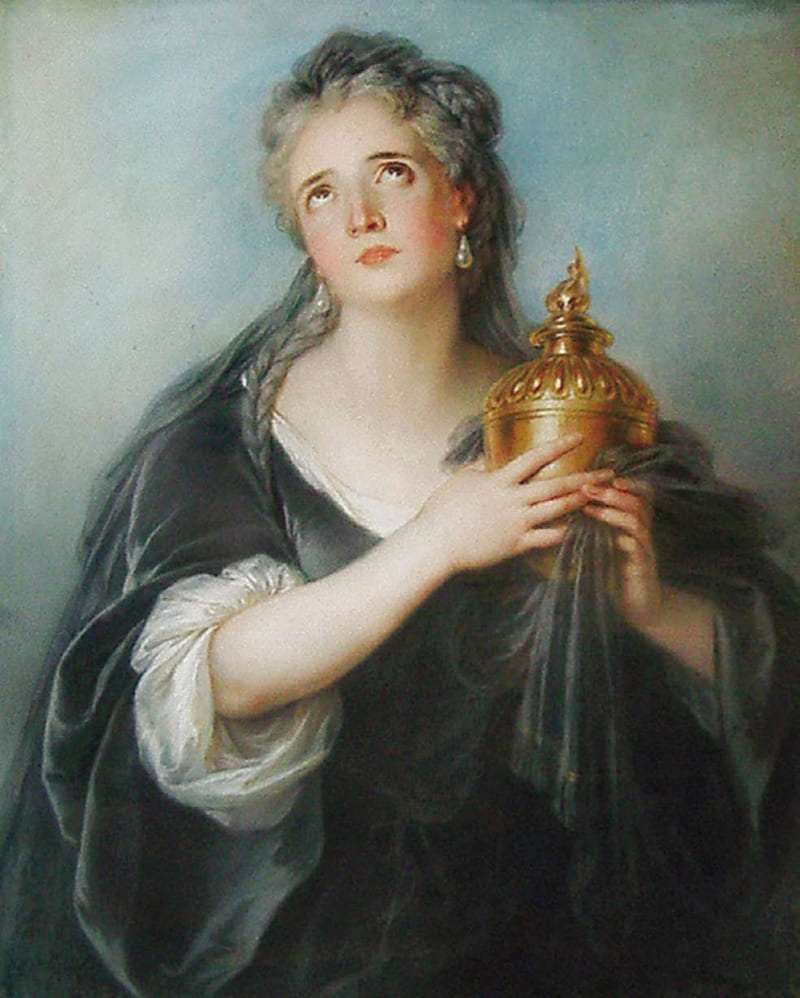
Adrienne Lecouvreur.

Elle doit son nom à Adrienne Lecouvreur (1692-1730), artiste dramatique française du début du XVIIIe siècle. Les comédiens étant frappés d'excommunication, l'Église lui refuse un enterrement chrétien. Elle est donc enterrée à la sauvette dans le marais de la Grenouillère (actuel Champ-de-Mars).

## Historique
L’allée a été ouverte entre l’avenue Silvestre-de-Sacy et la rue Savorgnan-de-Brazza (en bordure du parc du Champ-de-Mars) en 1909, après la destruction de la galerie des Machines. Le Champ-de-Mars est dévolu à la promenade depuis plusieurs siècles.
Le 27 juin 1918, durant la Première Guerre mondiale, une bombe explose sur le Champ-de-Mars, à l'angle de l'avenue Silvestre-de-Sacy et de l'allée Adrienne-Lecouvreur, lors d'un raid effectué par des avions allemands.
Le reste de l’allée, au-delà de la rue Savorgnan-de-Brazza, a été ouvert en 1927.